# ブレイディ・クイン
ブレイディ・クイン（Brayden Tyler "Brady" Quinn , 1984年10月27日 - ）はアメリカ合衆国オハイオ州コロンバス出身の元アメリカンフットボール選手。現役時代のポジションはQB。

## プロ入りまで
オハイオ州ダブリンにある高校に進学した彼は2年次の2001年に2200ヤードを獲得、22本のタッチダウンパス、インターセプト15回の数字を残した。チームは9勝4敗で州のディビジョンIプレーオフの準決勝まで進んだ。3年次の2002年には2149ヤードを獲得、25本のタッチダウンパスに対してインターセプトはわずか4回であった。また108ヤードを自身で走り6つのタッチダウンもあげている。チームは8勝3敗でテキサス州サンアントニオで行われたU.S. Army All-American Bowlに出場した。彼は同時に野球でも非凡のものを見せた。
ノートルダム大学時代には36個の大学記録（うち10個は通算記録、12個はシーズン記録、4個はゲーム記録、その他の10個は自身により更新された）を作った。2005年にニューイングランド・ペイトリオッツのオフェンスコーディネーターを務めていたチャーリー・ワイズがヘッドコーチに就任するとタッチダウンパスは2004年の17回から32回とほぼ倍増した。この年、ハイズマン賞の投票でもレジー・ブッシュ、ヴィンス・ヤング、マット・ライナートに次いで4番目の得票を得た。またAP通信が選ぶオールアメリカンとしてもサードチームのクォーターバックに選ばれた。またカレッジフットボールのトップパサーに与えられるサミー・ボー賞を受賞した。2006年8月22日に発売されたスポーツイラストレイテッドのカレッジフットボールの特集号ではチームメートと共にカバーを飾ったがチームの評価はシーズン前には全米2位であった。9月16日にミシガン大学に21-47、11月25日にUSCに24-44で敗れた。2敗したもののノートルダム大学は全米11位でシーズンを終え、彼はパス成功率61.9%で3426ヤードを獲得、タッチダウンパス37回に対してインターセプトはわずか7回であった。QBレイティングは146.65であり全米18位の数字であった。2007年1月3日に行われたシュガーボウルでルイジアナ州立大学と対戦した。相手校の強力なディフェンスの前に彼は148ヤードしかパスで獲得できなかった。前半彼は2本のタッチダウンパスを通したが後半ノートルダム大学は無得点に終わり試合は14-41で終わった。2006年終了後、彼はジョニー・ユナイタス・ゴールデンアーム賞、マックスウェル賞（カレッジフットボール最優秀のQBに贈られる）を受賞した。ハイズマン賞の投票ではトロイ・スミス、ダレン・マクファッデンに次ぐ3位の得票を得た。またAP通信が選ぶオールアメリカンのセカンドチームに選ばれた。
4年間で46試合に先発出場し、29勝をあげNCAAディビジョンIの歴代10位となるパス獲得ヤード、9位となるタッチダウンパス回数、7位となるパス試投などの成績を残した。
NFLスカウティングコンバインではベンチプレスで24回を記録、これはクォーターバックとしての新記録でありパトリック・ウィリスの22回を上回った。

## NFLキャリア
2007年のNFLドラフトに招待された選手の1人であった。当初ドラフトのトップ5、トップ10以内に指名されると予想されていた。クリーブランド・ブラウンズに1巡目全体22番目で指名されて入団した。クインの代理人はチームに対してドラフトのトップ10で指名された選手と同等の契約を結ぶよう主張し彼の契約は大幅に遅れ 5年間で2000万ドルの巨額の契約を勝ち取ったがトレーニングキャンプをホールドアウトした彼に先発QBの座を得るチャンスは失われた。
同年9月11日にチャーリー・フライがシアトル・シーホークスにドラフト6巡目指名権と引換えで移籍し、彼はデレック・アンダーソンに次ぐチームのセカンドQBとなった。
入団後、トレーニングキャンプを欠席した彼に試合出場の機会はなかなか回ってこず、1年目の2007年はアンダーソンの控えとしてシーズンを過ごし第17週のサンフランシスコ・フォーティナイナーズ戦に1試合だけ手首と小指を痛めたアンダーソンに代わって途中出場を果たし、8本のパスを投げて3本を成功させた。2008年のドラフト前にチームがアンダーソンを放出してドラフト1巡目指名権を獲得しようとしていると報道されたがチームはアンダーソンと再契約を果たした。
2008年、エースQBのデレック・アンダーソンが調子を落としたため、11月6日に行われた第10週のデンバー・ブロンコス戦で初先発し試合は30対34で負けたが、地元オハイオ州出身の彼の登場によりファンは喜んだ。しかし次週の対バッファロー・ビルズ戦で右手人差し指を負傷し第12週は出場したがその後手術を行うため故障者リスト入りした。
12月にはチームのウェイトルームでDTのショーン・スミスと口論になり顔面を殴られたことが報道された。
2009年、シーズン開幕直前までデレック・アンダーソンとの先発QB争いを行い、開幕戦から先発QBに指名されたが成績は振るわず一時アンダーソンに先発の座を奪われた。同年11月16日のボルチモア・レイブンズ戦で彼は相手ラインバッカーのテレル・サッグスにタックルしたがひざに絡みつくような危険なタックルであると15ヤードの罰退となる反則をコールされた。試合後サッグスのチームメートのレイ・ルイスからは卑劣なプレーだと非難された。これについて彼は意図的なものではないと釈明した。
2010年オフシーズンにブラウンズがセネカ・ウォレス、ジェイク・デロームを獲得したためチーム構想から外れて、ペイトン・ヒリスなどとの交換でデンバー・ブロンコスにトレードされた。ブロンコスではカイル・オートンの控えを務めることとなった。
2012年3月17日、カンザスシティ・チーフスと契約を結んだ。プレシーズンゲーム最終戦で首を負傷している。第6週にはエースQBマット・キャセルが前の週の試合で負傷したため、3年ぶりに先発出場している。ジョバン・ベルチャーがチームの練習施設で自殺した翌日に行われた12月2日のカロライナ・パンサーズ戦ではパス23回中19回成功、201ヤード、2TDパスの活躍を見せて、8連敗していたチームに勝利をもたらした。パス成功率82.6%、QBレイティング132.1をマークした彼はその週のAFC週間MVP攻撃部門に選ばれた。
2013年4月9日、シアトル・シーホークスと契約を結んだ。タバリス・ジャクソンと、ラッセル・ウィルソンの控えQBの座を争ったが敗れ、8月31日の最終ロースターカットで解雇された。9月2日にニューヨーク・ジェッツと契約し、9月7日にいったんは解雇されたものの、9月9日にジェッツと再契約を結んだ。

## 評価
ドラフト前のレポート ではチャーリー・ワイズの指導を2年間受けておりNFLスタイルのオフェンスの経験があること、強肩でありマイケル・ヴィックやヴィンス・ヤングのような機動性があることが優れた点としてあげられたがパスのリリースが遅くディフェンスのビッグプレーを招くおそれがあると評価されていた。
ドラフトで彼が指名された後、ノートルダム大学OBでもあるジョー・サイズマンはラジオのインタビューで彼の髪型やチューインガムをかんでいたことをプロ失格だと発言した。
2008年までブラウンズの指揮を執っていたロメオ・クレネルヘッドコーチには2009年のエースQBはクインだと発言していた が2009年新たに就任したエリック・マンジーニヘッドコーチはクインとアンダーソンの2人に対する評価は6月に行われたミニキャンプ終了時点では五分となっている。
2008年までブラウンズに在籍したWRのケレン・ウィンズロー2世からはデレック・アンダーソンより高い評価を受けており、クインが2009年シーズンのエースQBの座を確約されないのはおかしいと語った。
ノートルダム大学で彼の指導を行っていたチャーリー・ワイスが元ニューイングランド・ペイトリオッツのヘッドコーチでもあるため、デンバー・ブロンコスのジョシュ・マクダニエルスヘッドコーチは彼を高く評価しており、2009年にも彼がブロンコスに移籍するのではといった噂がなされた。

## 私生活
彼の姉のローラ・クインは、元グリーンベイ・パッカーズのラインバッカー、A・J・ホークと結婚している。クインの在学時、クインのノートルダム大学とホークのオハイオ州立大学の試合が行われた際、姉はクインとホークのジャージを半分ずつつなぎ合わせた自作のジャージを着て試合を応援した。
2013年、体操のオリンピック銀メダリスト、アリシア・サクラモーンと婚約した。